# Fédération Internationale de Volleyball
La Fédération Internationale de Volleyball, nota con la sigla FIVB, è la federazione internazionale che governa lo sport della pallavolo e del beach volley. Fondata nel 1947 a Parigi, dal 1984 ha sede a Losanna, Svizzera.
La FIVB è un'associazione di federazioni nazionali, con 222 affiliati nel 2020. È l'organizzatrice ufficiale di varie competizioni internazionali, tra cui i mondiali maschili e femminili.

## Storia

Vecchio logo della FIVB

La federazione internazionale di pallavolo fu fondata nel corso di un congresso costituente che si svolse a Parigi dal 18 al 20 aprile 1947, a cui parteciparono quattordici federazioni nazionali provenienti da cinque continenti: Belgio, Brasile, Cecoslovacchia, Egitto, Francia, Italia, Paesi Bassi, Polonia, Portogallo, Romania, Ungheria, Uruguay, USA e Jugoslavia.
Il francese Paul Libaud fu eletto primo presidente della FIVB, e Parigi venne scelta come sede della nuova organizzazione. Il congresso definì i principali obiettivi della neonata federazione: promuovere la pallavolo in tutto il mondo, unificare le regole del gioco, organizzare competizioni internazionali, e ottenere l'inserimento della pallavolo alle Olimpiadi.
Due anni dopo, nel 1949, venne organizzato il primo campionato mondiale maschile. Nel 1952 vennero istituiti anche i mondiali femminili. Nel 1957 il CIO inserì la pallavolo nel programma olimpico, a partire dai Giochi del 1964. Nel 1969 prese il via la Coppa del Mondo.
Nel frattempo il numero di affiliati alla FIVB cresceva progressivamente. Dai 14 membri iniziali del 1947 era salito a 45 nel 1955, a 89 nel 1964, a 101 nel 1968, a 120 nel 1978, a 160 nel 1986 fino a superare i 200 membri nel corso degli anni 1990, grazie anche alle nuove nazioni nate nell'Europa dell'Est.
Il 1984 fu un anno di svolta per la FIVB. Libaud, ormai settantenne, rassegnò le dimissioni dopo 37 anni di presidenza, e come suo successore venne eletto il messicano Rubén Acosta Hernández. Nello stesso anno la sede della federazione venne spostata da Parigi a Losanna, in Svizzera, per essere più vicina alla sede del CIO.
Sotto la presidenza Acosta la FIVB ha adottato una politica aggressiva, a volte criticata, di promozione e "spettacolarizzazione" della pallavolo a livello mondiale. Le regole del gioco sono state modificate a più riprese per andare incontro alle esigenze televisive e per ampliare pubblico e praticanti. Nel 1990 venne lanciata la World League, torneo annuale tra le migliori nazionali maschili; nel 1993 partì l'equivalente femminile, il World Grand Prix. La Coppa del Mondo venne trasformata in un torneo di qualificazione per le Olimpiadi.
Contemporaneamente la FIVB ha promosso la pratica del beach volley, la variante della pallavolo giocata sulla sabbia. Il primo torneo ufficialmente riconosciuto dalla FIVB si svolse sulla spiaggia di Ipanema, a Rio de Janeiro, nel 1987. Nel 1992 venne istituito all'interno della FIVB un dipartimento apposito per il beach volley. Nel 1994 il CIO riconobbe al beach volley lo status di sport olimpico, a partire dai Giochi di Atlanta nel 1996.
Dal 2013, viene istituito un nuovo torneo giovanile per squadre nazionali, sia maschile che femminile, a cui partecipano pallavolisti con un'età pari o inferiore ai 23 anni.

## Organizzazione

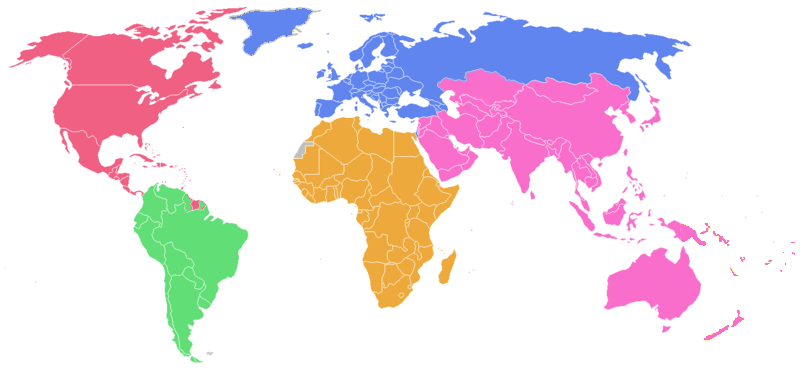
Mappa delle Confederazioni Continentali affiliate alla FIVB.

La FIVB è un'associazione di federazioni nazionali, con 222 affiliati nel 2020 ripartiti in cinque confederazioni continentali:
- Asian Volleyball Confederation (AVC) (65 membri in Asia e Oceania)
- Confederación Sudamericana de Voleibol (CSV) (12 membri in Sudamerica)
- Confédération Africaine de Volleyball (CAVB) (54 membri in Africa)
- Confédération Européenne de Volleyball (CEV) (56 membri in Europa)
- North, Central America and Caribbean Volleyball Confederation (NORCECA) (35 membri in Nordamerica, America centrale e Caraibi)

## Presidenti
- Paul Libaud (1947–1984)
- Rubén Acosta (1984–2008)
- Wei Jizhong (2008–2012)
- Ary Graça (2012–Attuale)

## FIVB 20th Century Awards
Nel 2001 vennero stabiliti i migliori giocatori, allenatori e squadre del ventesimo secolo. La decisione venne presa da un panel composto da 12 esperti, seguendo le migliaia di nominations fatte dal pubblico.

### Miglior Giocatore
- Lorenzo Bernardi - Vincitore ex aequo
- Karch Kiraly - Vincitore ex aequo
- Hugo Conte
- Renan Dal Zotto
- Katsutoshi Nekoda - Special 20th Century Award
- Josef Musil
- Konstantin Reva - Special 20th Century Award
- Tomasz Wójtowicz

### Miglior Giocatrice
- Regla Torres - Vincitrice
- Lang Ping - Special 20th Century Award
- Inna Ryskal - Special 20th Century Award
- Fernanda Venturini

### Miglior Allenatore di Squadra maschile
- Yasutaka Matsudaira (Nazionale giapponese 1964-1974) - Vincitore
- Vjačeslav Platonov (Nazionale sovietica 1978-1982) - Special 20th Century Award
- Julio Velasco (Nazionale italiana 1990-1996) - Special 20th Century Award

### Miglior Allenatore di Squadra femminile
- Eugenio George (Nazionale cubana 1990-2000) - Vincitore
- Hirofumi Daimatsu (Nazionale giapponese 1960-1964) - Special 20th Century Award
- Givi Akhvlediani (Nazionale sovietica 1960-1972) - Special 20th Century Award

### Miglior Squadra maschile
- Nazionale italiana 1990-1998 - Vincitore
- Nazionale statunitense 1984-1988 - Special 20th Century Award

### Miglior Squadra femminile
- Nazionale giapponese 1960-1965 - Vincitore
- Nazionale cinese 1981-1986 - Special 20th Century Award